# Lista drop-down

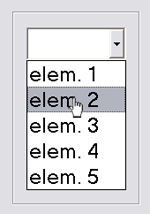
Esempio di lista drop-down, con evidenziato il secondo elemento della lista

In informatica, una lista drop-down (anche detta lista a cascata, talvolta detta "popup list" o "choice" o "chooser") è un controllo grafico (widget) che permette all'utente di selezionare un valore da una lista. Si differenzia da una combo box in quanto la lista non può essere editata. 
Inizialmente può non contenere alcun valore, contenere un valore di default o una scritta che indica la necessità della scelta. Quando inattiva mostra un solo valore; quando attivata mostra, facendo cascare (in inglese drop down) una lista di valori selezionabili. Una volta che l'utente seleziona un valore dalla lista, il controllo ritorna allo stato inattivo, mostrando il solo valore attualmente selezionato. La barra di navigazione di un browser con i suggerimenti abilitati è un esempio di combo box.

## Esempio HTML
```
<
label
 
for
=
"cars"
>
Seleziona l'auto:
</
label
>

<
select
 
name
=
"cars"
 
id
=
"cars"
>

  
<
option
 
value
=
"volvo"
>
Volvo
</
option
>

  
<
option
 
value
=
"saab"
>
Saab
</
option
>

  
<
option
 
value
=
"mercedes"
>
Mercedes
</
option
>

  
<
option
 
value
=
"audi"
>
Audi
</
option
>

</
select
>

```